# Ab Urbe Condita (bog)
Ab Urbe Condita ("Fra byens grundlæggelse") er et stort værk om Roms historie, der dækker perioden fra før grundlæggelsen omkring 753 f.Kr. til augusteisk tid. Bogen er skrevet af Titus Livius (ca. 59 f.Kr. til 17) på latin. De første fem bøger blev udgivet mellem 27 f.Kr. og 25 f.Kr..